# Richard Blick
Richard „Dick“ Adolph Blick (* 29. Juli 1940 in Los Angeles) ist ein ehemaliger Schwimmer aus den Vereinigten Staaten. Er war Staffelolympiasieger 1960 und ebenfalls mit der Staffel Sieger bei den Panamerikanischen Spielen.

## Karriere
Der 1,95 m große Richard Blick war Startschwimmer der 4-mal-200-Meter-Freistilstaffel, die 1959 den Titel bei den Panamerikanischen Spielen in Chicago gewann.
Bei den Olympischen Spielen 1960 in Rom qualifizierte sich die US-Staffel in der Besetzung Bill Darnton, Frank Winters, Stephen Clark und George Harrison mit der hinter den Japanern zweitbesten Zeit für das Finale. Im Staffelfinale traten dann George Harrison, Richard Blick, Michael Troy und Jeff Farrell für die Vereinigten Staaten an und gewannen in der Weltrekordzeit von 8:10,2 Minuten die Goldmedaille vor den Japanern und den Australiern. Der Weltrekord wurde 1963 unterboten.
Richard Blick graduierte am North Central College und machte seinen Master an der Indiana University. Er war danach als Lehrer für Mathematik und Sport in Kalifornien tätig.